# (2241) Alcathoos
Pour l’article homonyme, voir Alcathoos.

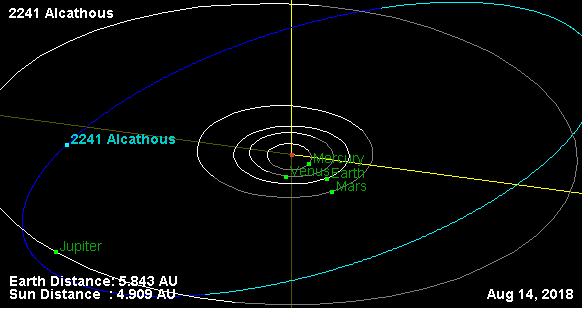
Orbite.

(2241) Alcathoos, désignation internationale (2241) Alcathous, est un astéroïde troyen de Jupiter. Il a été découvert le 22 novembre 1979 par Charles T. Kowal à l'observatoire Palomar.

## Caractéristiques
Il partage son orbite avec Jupiter autour du Soleil au point de Lagrange L5, c'est-à-dire qu'il est situé à 60° en arrière de Jupiter.
Les calculs d'après les observations d'IRAS lui accordent un diamètre d'environ 115 kilomètres.
Sa désignation provisoire était 1979 WM.

## Origine du nom
Il tient son nom du fils de Pélops. Roi de Mégare, Apollon, après la mort d'un lion redoutable, l'aida à construire Mégare. La pierre sur laquelle le Dieu posa sa lyre rendit par la suite des sons harmonieux.